# Oxyothespis alata
Oxyothespis alata är en bönsyrseart som beskrevs av Lucien Chopard 1950. Oxyothespis alata ingår i släktet Oxyothespis och familjen Mantidae. Inga underarter finns listade i Catalogue of Life.